# إيغور دولماتوف
إيغور دولماتوف (بالروسية: Долматов, Игорь Николаевич)‏ (22 يناير 1970 في روسيا - ) هو لاعب كرة قدم روسي في مركز الدفاع. لعب مع نادي تيومين ‏ وإسكرا سمولينسك ‏ وFC Gornyak ‏ وFC Uralets-TS Nizhny Tagil ‏ وFC Gornyak Kushva ‏ وFC Uralelektromed Verkhnyaya Pyshma ‏.

## وصلات خارجية
- إيغور دولماتوف على موقع قاعدة بيانات كرة القدم.إي يو (الإنجليزية)